# Вашаровићи
Вашаровићи су насељено мјесто у Босни и Херцеговини у Општини Љубушки које административно припада Федерацији Босне и Херцеговине. Према попису становништва из 1991. у насељу је живјело 970 становника.

## Одлике
Вашаровићи се састоје од 7 засеока: Лошће, Дубрава, Винине, Лауци, Матијашевићи. Гранићи и Пуљићи. До засеока Дубрава налази се у жупи Вељаци. У селу је и мјесно гробље Подволе.
Кроз Вашаровиће тече ријека Требижат. Дио ријеке који тече кроз Вашаровиће зове се Прокоп, а име је добио по томе што је прокопан да би поље Росток пресушило. У селу се налази и недавно обновљена подручна Основна школа.

## Становништво
| Националност       | 1991.        | 1981.        | 1971.      |
| Хрвати             | 964 (99,38%) | 983 (99,29%) | 957 (100%) |
| Муслимани          | 0            | 0            | 0          |
| Срби               | 0            | 0            | 0          |
| Југословени        | 1 (0,10%)    | 4 (0,40%)    | 0          |
| остали и непознато | 5 (0,51%)    | 3 (0,30%)    | 0          |
| Укупно             | 970          | 990          | 957        |